# NGC 220
NGC 220 è un ammasso aperto situato nella costellazione del Tucano.

## Descrizione
NGC 220 è situato all'incirca alla stessa distanza dalla Terra della Piccola Nube di Magellano, vale a dire 199.000 anni luce.

## Scoperta
L'ammasso NGC 220 è stato scoperto l'8 gennaio 1826 dall'astronomo scozzese James Dunlop.